# Cumbia

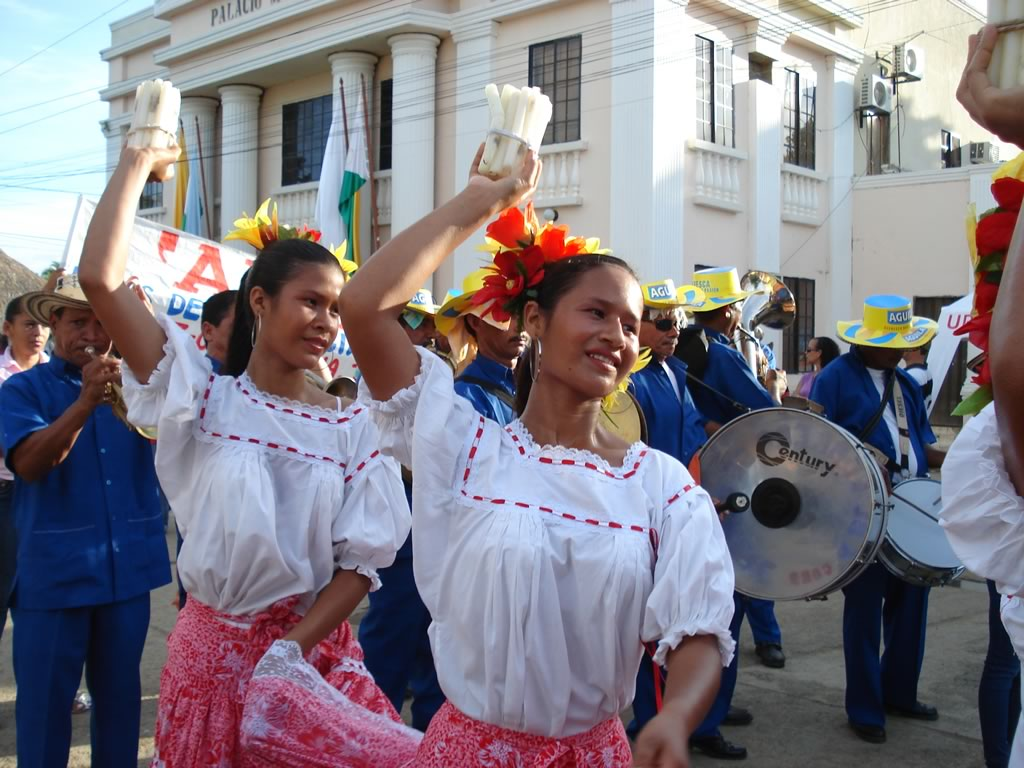
Tancerki cumbii. San Pelayo, Cordoba. Colombia

Cumbia – kolumbijski taniec ludowy, w rytmie 4/4, a także muzyka latynoamerykańska z charakterystycznym rytmem. Typowa cumbia jest elementem folkloru niektórych krajów Ameryki Południowej, jej zmieniona (lekko przyspieszona) wersja – cumbia villera – jest muzyką dyskotekową.
Łączy w sobie elementy trzech kultur współistniejących na terenie Kolumbii: indiańskiej, europejskiej i afrykańskiej. Afrykańskie wpływy są widoczne w rytmice wyznaczanej przez bębny (duży bęben la tambora, tambor llamador zwany tambor macho, tambor alegre (tambor hembra)). Instrumenty melodyczne, jak gaita, czy flauta de milo oraz kolumbijską odmiana marakasów wykonanych z łupiny totumy - maracón, czy inny instrument potrząsany - guache związane są z kulturą indiańską. Hiszpańskie śpiewy i stroje to europejski składnik cumbii.
W 2024 roku do tańca nawiązała Angelina Mango w swoim utworze „La noia”, z którym wygrała 74. festiwal w San Remo.

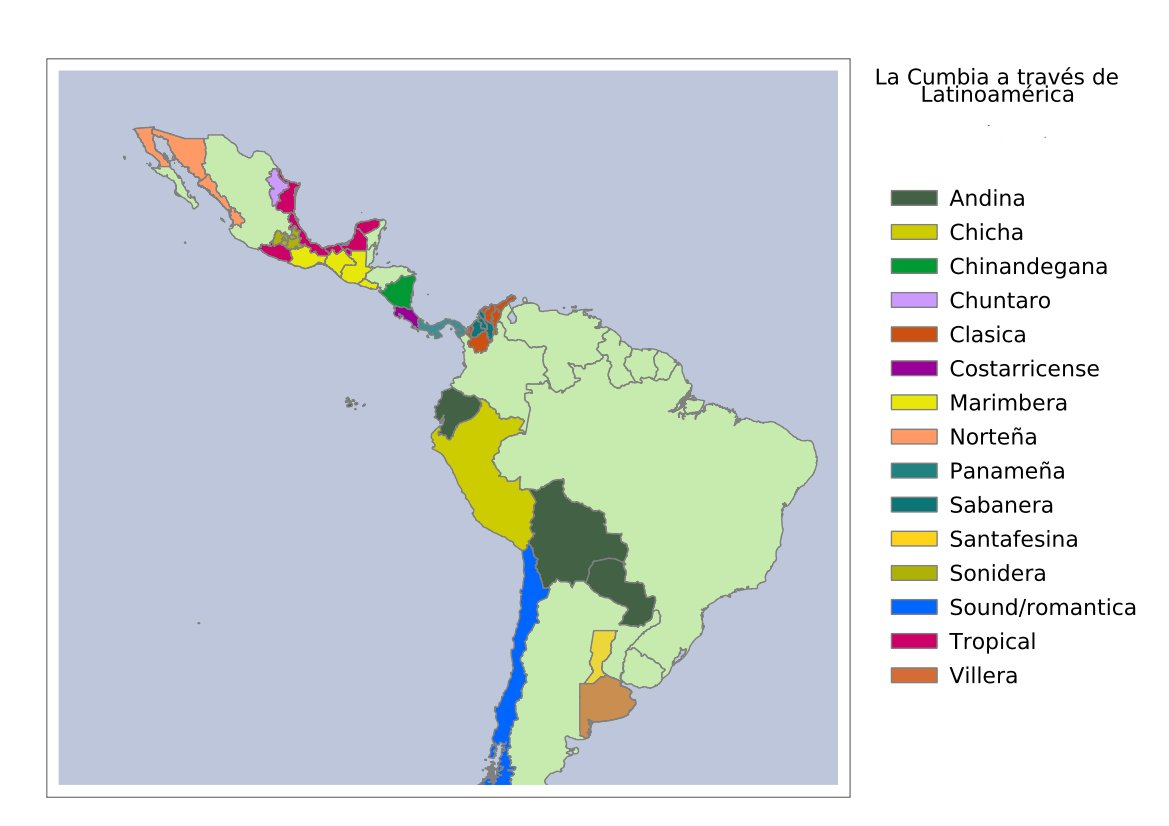
Cumbia w Ameryce Łacińskiej

## Stroje
Strój mężczyzn to zwykle białe spodnie i koszula, czerwona chusta w pasie, kapelusz (sombrero vueltiao) i torba zarzucona na ukos. Kobiety tańczą w polleras - długich, ozdobnych spódnicach z falbanami, obcisłym gorsecie w kolorze spódnicy, a we włosy wpinają kwiat cayena (symbol miasta Barranquilla). Inne elementy stroju to falbaniaste rękawki na wysokości łokcia oraz naszyjniki i kolczyki a także wianuszek świec, które trzymają w dłoni.

## Znaczenie tańca
Cumbia pokazuje proces zalotów między miejscową kobietą, powściągliwą Indianką i energicznym, afrykańskim mężczyzną. Cumbia to przede wszystkim muzyka niższych warstw społecznych, do których Hiszpanie nie należeli, więc element europejski nie jest tu istotny. Dumna kobieta z ręką na biodrze porusza biodrami i uwodzi mężczyznę, wymachując przed nim rąbkiem sukni i straszy go zapaloną świecą, gdy partner staje się zbyt natarczywy. Mężczyzna patrzy z podziwem na tancerkę, obchodzi ją dookoła, wachluje swoim kapeluszem, robi ukłony, tańczy i wykonuje różne figury, które mają podkreślić jego męskość. Jednocześnie stara się nie dotknąć kobiety, by uniknąć kontaktu z płonącą świecą, gdy nadto zbliży cię do kobiety.